# Corona Song (chanson)
 (mars 2025).
Si vous disposez d'ouvrages ou d'articles de référence ou si vous connaissez des sites web de qualité traitant du thème abordé ici, merci de compléter l'article en donnant les références utiles à sa vérifiabilité et en les liant à la section « Notes et références ».
 (mars 2025).
Corona Song est une chanson de Renaud parue de façon surprise le 8 juillet 2020, et qui a fait l'objet de nombreuses réactions négatives et moqueries pour son caractère supposément « embarrassant »,.

## Histoire
Renaud publie Corona Song sur YouTube le 8 juillet 2020 dans le cadre de la pandémie de Covid-19, après le premier confinement en France qu'il a passé à l'Isle-sur-la-Sorgue dans le Vaucluse.
Les proches de Renaud indiquent que le confinement « a été rude » pour lui.
À la sortie du confinement et en réaction à celui-ci et à la pandémie, il réalise la chanson et le clip avec Thierry Geoffroy (qui a composé la musique), en dix jours.

## Contenu

### Chanson
Dans sa chanson, Renaud s'adresse directement au virus, et décrit son agacement face à la pandémie (« Connard de virus / Crevard de virus ») et au confinement (« J'en peux plus, d'être planté chez moi / J'veux voir le monde, comment y va »).
Il y dénonce également Donald Trump (« Donald Trump, et sa connerie ») et soutient le docteur Raoult (« Ce brave docteur Raoult / Conchié par les confrères jaloux »).
La chanson est dédiée « Pour tous les potes qui ont souffert de ce putain de virus, pour tous les soignants. Amitiés ».

### Clip
Le clip de la chanson représente Renaud, assis avec un bandana, accompagné de trois musiciens torse nu portant un masque, et d'une femme, à côté d'une roulotte.

## Réception
Le clip a été vu plus de six millions de fois sur YouTube au 13 janvier 2025.
La réception de la chanson a été dans son immense majorité négative, faisant l'objet de moqueries et de critiques, notamment sur les réseaux sociaux.
Le principal élément dénoncé est le ridicule de la chanson et du clip : le Figaro parle du « geste le plus embarrassant d’un homme qui s’est relevé de tout ».
Sur Internet, est aussi reproché à Corona Song le manque de qualités esthétiques (« néant artistique »), notamment la rime entre « Coronavirus » et « virus », ; ainsi que l'incapacité du chanteur à se renouveler (la chanson étant qualifiée de « parodie de Renaud »).
Enfin, les accents populistes et complotistes de Renaud (notamment à propos de Didier Raoult) ont également fait l'objet de critiques.